# Patrick Weiser
Patrick Weiser (Düren, 25 dicembre 1971) è un allenatore di calcio ed ex calciatore tedesco, di ruolo difensore.

## Biografia
È il padre di Mitchell Weiser, a sua volta calciatore.